# Revash
Revash est un site funéraire du peuple Chachapoyas du Pérou, situé à 60 km au sud de la ville de Chachapoyas dans le district de Santo Tomás de la Province de Chachapoyas, région d'Amazonas au nord du pays.
Situé à 2 800 mètres d'altitude, à flanc d'une falaise calcaire du Cerro Carbón, dans la vallée du Río Utcubamba, il est constitué par des groupes de petites maisons peintes, abritant des momies de la haute société. Les peintures représentent 5 couples semblant danser. Le détail des formes, les traits des visages et surtout leurs yeux, semblant fixer le visiteur, montrent une grande maîtrise artistique.

## Histoire
Au siècle dernier, Charles Wiener a découvert les mausolées d'Utcubamba qui ont été étudiés plus tard par les archéologues Henry et Paule Reichlen, principalement parce que le toit d'un des mausolées recouvrant et protégeant les restes culturels, s'était effondré.
Entre 1983 et 1986, les expéditions dans l'Anti Suyu de l'Institut d'archéologie amazonienne ont permis d'identifier et de documenter minutieusement divers groupes de mausolées non encore découverts comme ceux d'Ochín et de nombreux autres dans les environs de Revash. D'autres groupes de sarcophages existent aussi à La Petaca (Leimebamba).
Ces mausolées des Chachapoyas ne présentent pas d'influences culturelles incas, ce qui peut s'expliquer par le fait qu'ils apparaissent relativement tard dans l'histoire archéologique péruvienne.
En 1950, Paule et Henry Reichlen ont estimé qu'ils pourraient dater du XIVe siècle et qu'ils étaient liés à l'architecture funéraire connue comme chullpa, d'usage courant dans le Pérou ancien pendant la période Tiahuanaco-Huari (vers 1000 ap. J.C.).

## Description
Les mausolées de Revash sont particuliers car différents de ceux mentionnés précédemment ; ils apparaissent dans les falaises, comme de petites maisons collées à la roche et leurs murs ne sont pas comme ceux des autres mausolées.
Ces demeures funéraires de Revash sont situées en ligne droite le long de l'étroit couloir formé par la cavité creusée dans la falaise de l'imposant canyon. Ils sont presque intacts à l'exception des momies situées à l'intérieur, qui ont été détruites par les rongeurs et pillées il y a longtemps.

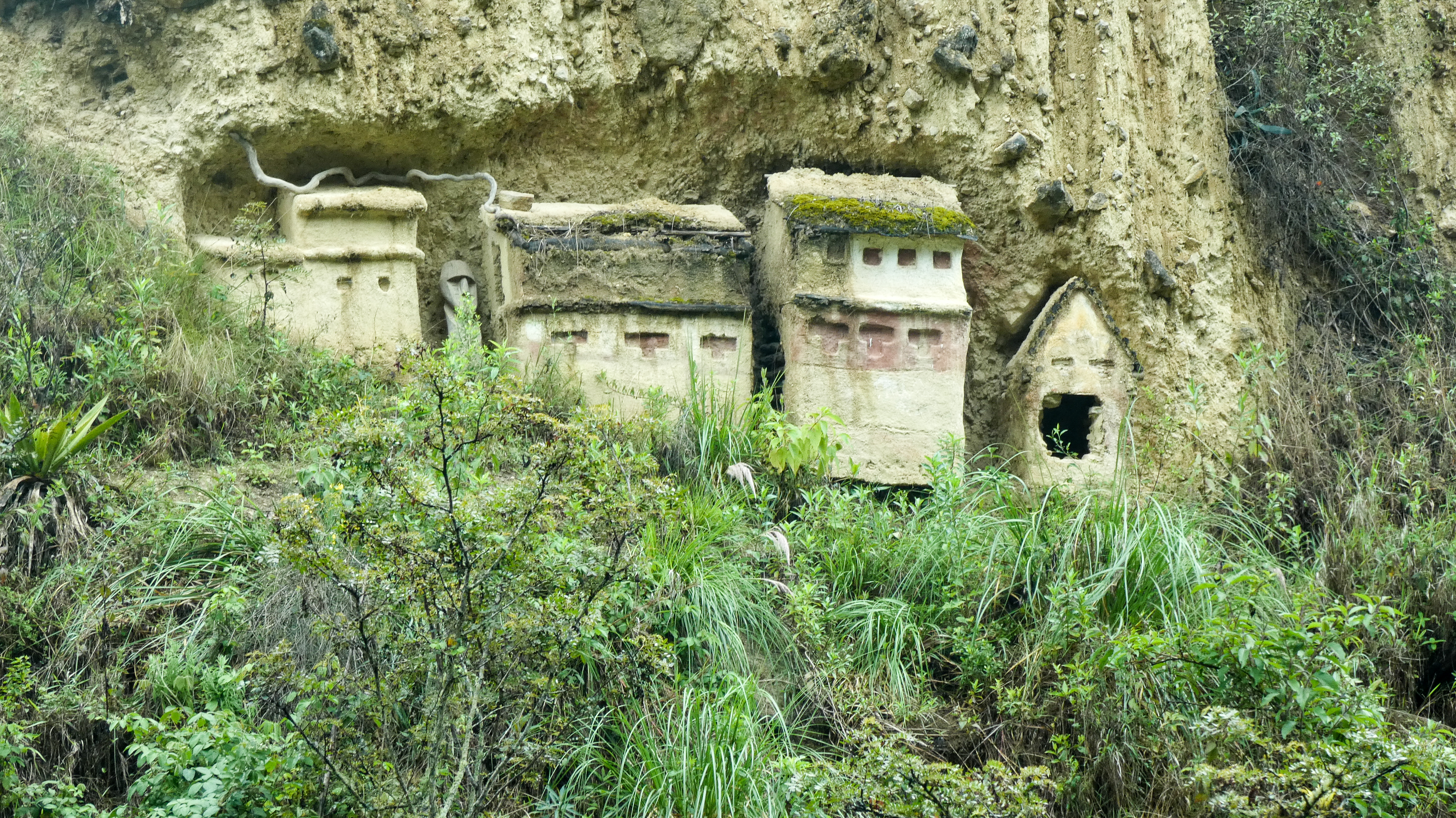
Mausolée du groupe secondaire.

Les mausolées ressemblent à de petites maisons accolées. Ils forment des "villages" miniatures. L'archéologue péruvien Federico Kauffman Doig, affirme que les mausolées sont des répliques des maisons où vivaient les habitants de la région. Les maisons funéraires de Revash présentent une curieuse similitude avec les empilements des maisons de falaise du Colorado. Cependant, ces ressemblances ne sont que fortuites.
Sur le site de Revash, il y a deux groupes de sépultures, mais il y en a beaucoup d'autres dans la région, découvertes ou inconnues.

Mausolée du groupe principal.
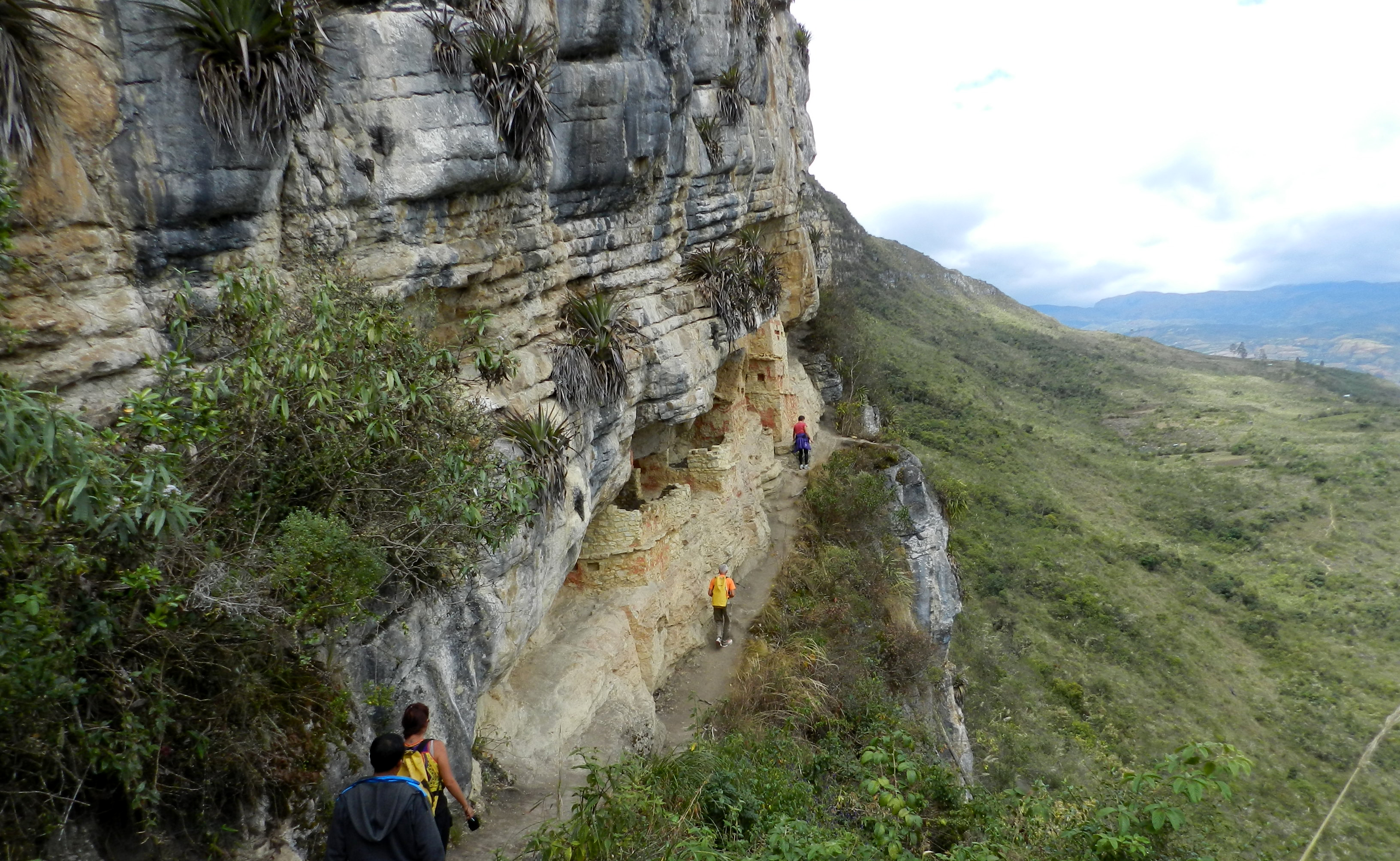
Accès au site.
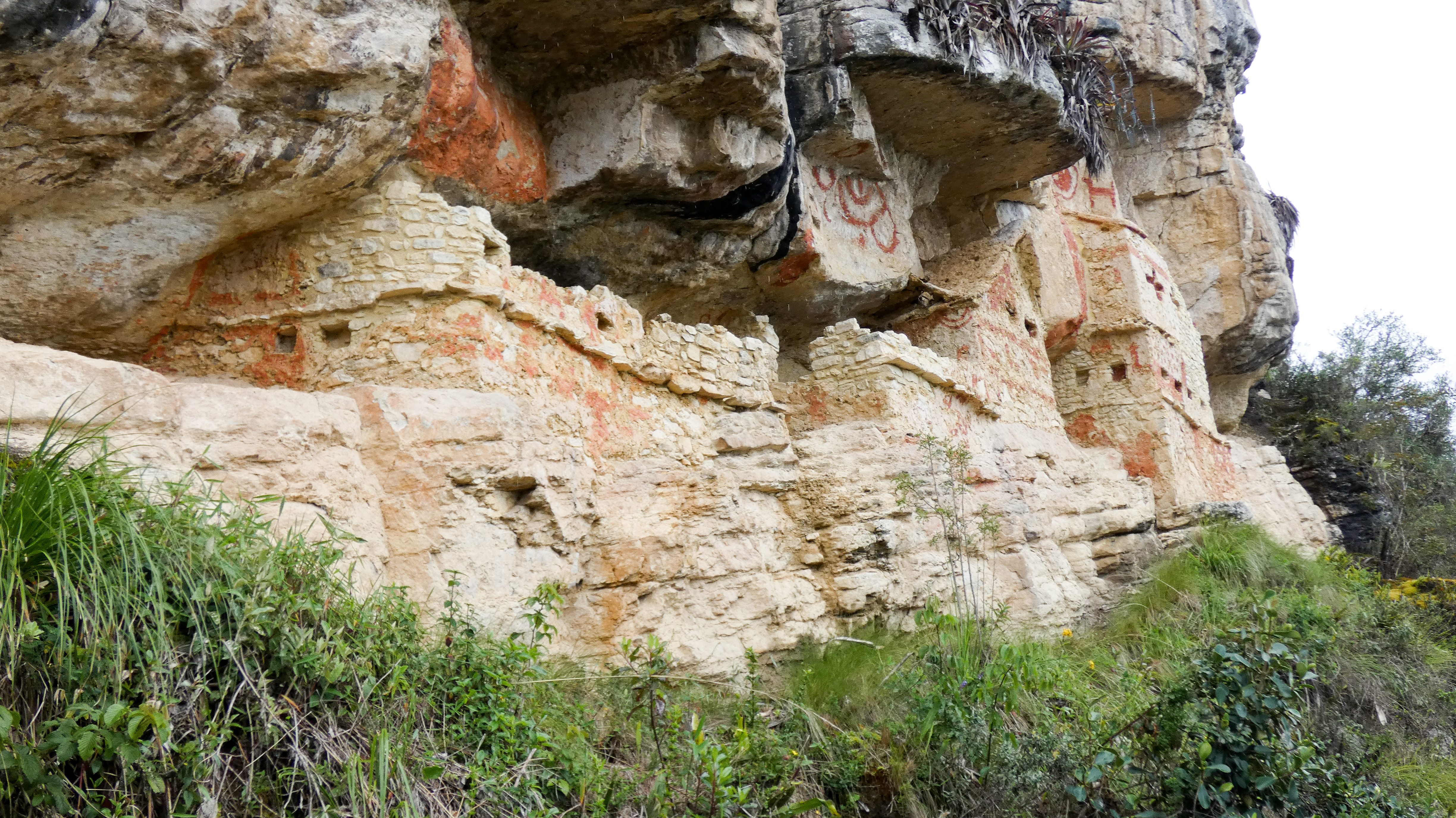
Vue d'ensemble.
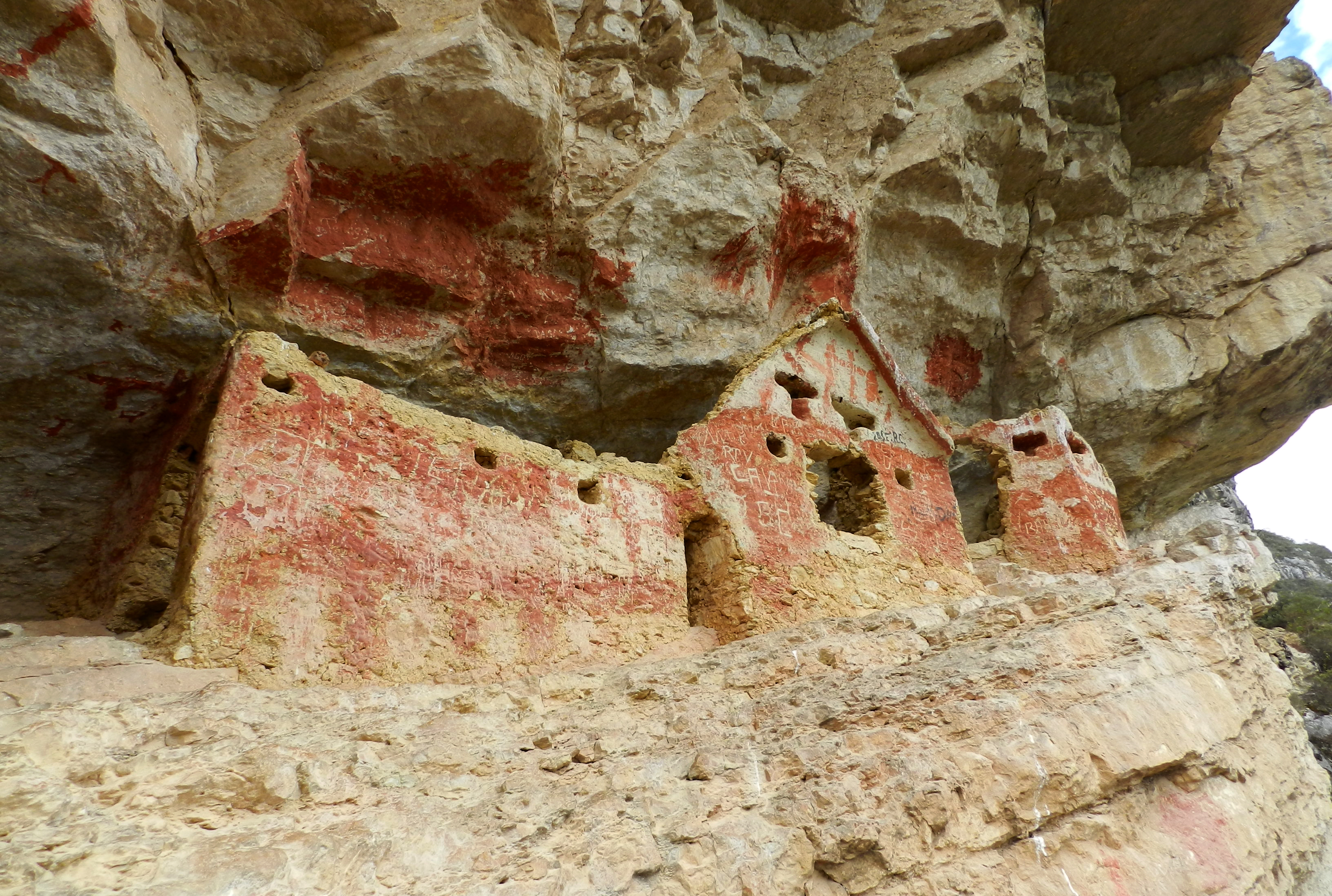
Détail

A en juger par les ossements encore présents dans les tombes, les mausolées de Revash n'ont pas été utilisés individuellement. On pense qu'ils étaient des résidences collectives, destinées à enterrer des personnes prestigieuses et puissantes.
Les toits en double pente sont purement symboliques. Parce qu'ils étaient protégés par un surplomb, les toits n'avaient pas à résister aux intempéries. Pour les constructeurs, il suffisait de faire une imitation de toiture. Ils sont construits avec de l'adobe, renforcés par des bâtons et des roseaux.  C'est la technique du quincha (es) (du Quechua) un système de construction traditionnel en Amérique du Sud. 
Les murs des mausolées ont été surélevés par des pierres posées sur du mortier de boue. Chacun comporte un "rez de chaussée" rectangulaire et un ou deux étages. Au lieu d'une porte d'entrée, ils ont des portes latérales. Ils sont souvent fixés latéralement aux murs de séparation ou utilisent un mur mitoyen. L'arrière n'a pas de mur, puisque les mausolées ont été construits contre le rocher.
Les maisons funéraires de Revash sont décorés de moulures sur le haut des murs, qui sont peintes de figures, comme des félins, des camélidés sud-américains, des humains et des cercles bicolores.
Les murs des mausolées comprennent également des décors réalisées à partir d'incisions dans les murs eux-mêmes. Ce sont des formes en T, en croix et des rectangles. Les symboles en croix ont une forme et une exécution similaires à celles de l'architecture côtière de la culture Virú. 
Leur contenu symbolique est encore inconnu bien que les motifs cruciformes soient identiques à ceux des murs latéraux de l'église de La Jalca, qui, selon la tradition locale, auraient été élevés par le mythique Juan Oso, ou "petit ours".